# Koncept (czasopismo)
Magazyn Akademicki „Koncept” – polski bezpłatny miesięcznik akademicki dla studentów, absolwentów, menadżerów, klasy średniej i kadry akademickiej, wydawany od listopada 2012 roku przez Fundację Inicjatyw Młodzieżowych. Pismo dystrybuowane jest na 40 polskich ośrodków akademickich. Porusza tematykę kondycji i problemów klasy średniej i inteligencji oraz ekonomii, rynku pracy, historii, kultury i sportu.